# XI Premis Turia
Els XI Premis Turia foren concedits el 6 de juliol de 2002 per la revista valenciana Cartelera Turia amb la intenció de guardonar les persones i col·lectius que haguessen destacat l'any anterior en qualsevol de les categories i seccions que cobria la revista: cinema (pel·lícula espanyola i estrangera, actor i actriu), teatre, arts plàstiques, literatura, gastronomia, mitjans de comunicació, esports, música, literatura i actriu porno. La llista de guanyadors era escollida per l'equip de redactors i col·laboradors de la revista. L'entrega es va produir al Teatre Talia de València en un acte presentat per Tonino i Juanjo de la Iglesia.
El premi consistia en una estàtua que imitava la que sortia a la mítica pel·lícula El falcó maltès (1950) de John Huston.

## Guardons
Els guanyadors de l'edició foren:
| Categoria                                              | Premiat                                 | Labor premiada                |
| ------------------------------------------------------ | --------------------------------------- | ----------------------------- |
| Millor Pel·lícula Espanyola                            | Lucía y el sexo                         | Julio Medem                   |
| Millor Pel·lícula Espanyola                            | Anita no perd el tren                   | Ventura Pons                  |
| Millor Pel·lícula Estrangera                           | El hijo de la novia                     | Juan José Campanella          |
| Millor Opera Prima                                     | L'illa de l'holandès                    | Sigfrid Monleón               |
| Millor realització revelació                           | Aunque tú no lo sepas                   | Juan Vicente Córdoba          |
| Millor realització revelació                           | A mi madre le gustan las mujeres        | Inés París i Daniela Fejerman |
| Premi millor documental                                | Els nens de Rússia                      | Jaime Camino                  |
| Premi Especial Turia                                   | Sin noticias de Dios                    | Agustín Díaz Yanes            |
| Premi Especial Cinema Espanyol                         | Emilio Martínez Lázaro                  |                               |
| Premi Especial Cinema Estranger                        | Alain Tanner                            |                               |
| Premi millor curtmetratge valencià                     | El ladrón navideño                      | Javier Tostado                |
| Premi Especial trajectòria de cinema                   | Emilio Gutiérrez Caba                   |                               |
| Millor Actor                                           | Imanol Arias                            | La voz de su amo              |
| Millor Actriu                                          | Natalia Verbeke                         | El hijo de la novia           |
| Millor Actor Revelació                                 | Unax Ugalde                             | Dolça meva                    |
| Millor Actriu Revelació                                | Cristina Plazas                         | L'illa de l'holandès          |
| Premi Especial Cinema                                  | Festival Internacional de Cinema d'Osca |                               |
| Millor muntatge teatral                                | Pasionaria                              | Bambalina Titelles            |
| Premi Especial Teatre                                  | José Sanchis Sinisterra                 |                               |
| Millor contribució gastronòmica                        | Restaurante Thalassa (Viver, Castelló   | -                             |
| Millor contribució a la cultura del vi                 | Bodegas Cvcre (Utiel)                   | -                             |
| Millor Contribución Artística Renovació del Món Faller | Manuel Martín López                     |                               |
| Millor contribució literària                           | Susana Fortes                           | Fronteras de arena            |
| Millor contribució musical                             | Joaquín Sabina                          |                               |
| Millor contribució esportiva                           | Ángel Casero                            |                               |
| Premi d'humor                                          | Revista El Jueves                       | 25è Aniversari                |
| Millor contribució cívica                              | Toni Mestre                             |                               |
| Millor contribució mitjans de comunicació              | Hora 25 de Carlos Llamas                | Cadena Ser                    |
| Millor programa de televisió                           | El temps                                | TV3                           |
| Millor Actor Porno                                     | Toni Ribas                              |                               |
| Millor Actriu Porno Europea                            | Ursula Cavalcanti                       |                               |
| Premi Huevo de Colón                                   | Moncho Alpuente                         |                               |

## Premi per votació dels lectors
| Categoria                    | Pel·lícula          | Director             |
| ---------------------------- | ------------------- | -------------------- |
| Millor pel·lícula espanyola  | Lucía y el sexo     | Julio Medem          |
| Millor pel·lícula estrangera | El hijo de la novia | Juan José Campanella |